# Trichius tronqueti
Trichius tronqueti är en skalbaggsart som beskrevs av Franz Antoine 2002. Trichius tronqueti ingår i släktet Trichius och familjen Cetoniidae. Inga underarter finns listade i Catalogue of Life.